# باب المسرح (فلم)
باب المسرح (بالإنجليزية: Stage Door) هو فيلم دراما تم إنتاجه في الولايات المتحدة وصدر في سنة 1937.

## بطولة
- كاثرين هيبورن
- جنجر روجرز

## الميزانية والإيرادات
بلغت تكلفة إنتاج الفيلم حوالي 952,000 دولار بينما حقق أرباحا تقدر بـ 1,762,000 دولار.

### ترشيحات وجوائز
| السنة | الحدث  | الفئة     | النتيجة |
| ----- | ------ | --------- | ------- |
|       | أوسكار | أفضل فيلم | ترشـيـح |

## وصلات خارجية
- مقالات تستعمل روابط فنية بلا صلة مع ويكي بيانات